# Molí del Malet de Montblanc
El Molí del Malet de Montblanc és una obra del municipi de Montblanc (Conca de Barberà) inclosa en l'Inventari del Patrimoni Arquitectònic de Catalunya. Només queden les parets, la bassa i el cacau. Es troba gairebé on s'ajunten els rius Anguera i Francolí. Molt probablement agafava l'aigua dels dos rius.